# Степи (Донецкая область)
Кутузовка (укр. Кутузовка) — село на Украине, находится в Добропольском районе Донецкой области.
Код КОАТУУ — 1422081103. Население по переписи 2001 года составляет 68 человек. Почтовый индекс — 85022. Телефонный код — 6277.

## Адрес местного совета
85022, Донецкая область, Добропольский р-н, с. АННОВКА, ул.Комарова, 48, 2-30-26

## Известные уроженцы
- Буряк, Михаил Иванович — Герой Советского Союза.